# Cu mian
Se llama cu mian a un tipo de fideo chino usado frecuentemente en las cocinas del norte de China. También puede encontrarse en Hong Kong, así como en restaurantes de otras parte de China especializados en la cocina del norte del país.
Estos fideos se hacen con harina de trigo y agua. Una variante famosa es el Shanghái cu mian (en chino, 上海粗麵; pinyin, Shànghǎi cū miàn).